# Вондерерз (футбольний клуб)
 Футбольний клуб «Вондерерз» (англ. Wanderers Football Club) — колишній англійський футбольний клуб з Лондона, який існував у 1859—1887 роках. П'ятиразовий володар Кубка Англії.

## Історія
Клуб заснований у 1859 році як ФК «Форест». Ліквідований у 1887 році.

## Досягнення
- Кубок Англії
  - Володар: 1872, 1873, 1876, 1877, 1878.